# Cerreto Guidi
Cerreto Guidi és un comune (municipi) de la ciutat metropolitana de Florència, a la regió italiana de la Toscana, situat uns 30 km a l'oest de Florència. L'1 de gener de 2018 tenia 11.010 habitants.
Limita amb els municipis d'Empoli, Fucecchio, Lamporecchio, Larciano, San Miniato i Vinci.